# Sybra bipunctata
Sybra bipunctata là một loài bọ cánh cứng trong họ Cerambycidae.